# 中川和恵
中川 和恵（なかがわ かずえ、4月22日 - ）は、日本の声優・舞台女優・タレント。フリーで活動中。

## 来歴・人物
北海道河東郡音更町出身。1976年、北海道帯広三条高等学校卒業。国立音楽大学に進学し、卒業後自宅でピアノを教える。35歳の時にオフィスCHKのオーディションを受けて合格し、養成所を経て声優デビュー。近年は舞台や映像作品等、声優以外の分野にも活動の場を広げている。。

## 出演作品

### アニメ
- アグリーダック
- イメル（ヤガー）
- X-メン:エボリューション
- 銀魂（おばあさん）
- 黒執事II（日本人老婦）
- サザエさん
- スーパーモデル（テスマン）
- 逮捕しちゃうぞ 2nd Season（おばあさん）
- DTエイトロン（コンピューターの声）
- 眠りの精ナイラス（ビーナス）
- FIX&FOXI（ユーセピア）
- ブリンキー・ビル（ママ・コアラ）
- Bビーダマン爆外伝（オバサンボン）
- Mr.でぃんく（ジュヌ・ビェーブ）

### 吹き替え
- アカデミー 光栄と悲劇
- アジア発ドキュメント婚礼後の訴訟
- あなたにムチュー
- アルマゲドン2011
- 歌え!ロレッタ愛のために
- エア・バディ2
- 拡散したテロ分子の脅威
- 硝子の絆
- カーゴ
- がんばれリアム
- 奇跡の詩
- ギルダ（マリア）
- 緊急救命獣医
- ゲノム〜呪われた遺伝子
- コーリング（エミリー・ダロウ）
- 超感覚刑事ザ・センチネル2
- 5人の女刑事ザ・ディヴィジョン（ミズ・ハント）
- ザ・フラッド
- ザ・リング
- CSI:マイアミ
- シークレット・ルーム 〜栄華館の女たち〜
- シカゴ・ドライバー
- 市場対国家
- シシリアン
- 消滅水域
- 真珠の耳飾りの少女（グリートの母親）
- スザンヌ・ファレルの回想
- 世界女族物語（修道女）
- 世界デザイン紀行
- ソーイング・ジニー
- ザ・ソプラノズ 哀愁のマフィア（ミン）
- ダーシー・バッセルの素顔
- 大自然からの便り
- ディア マイ ファーザー（ミス・コラード）
- チョコレート
- デュースワイルド
- トワイライト・オブ・ブラッド（ガイア・ホクシー）
- ニューヨーク愛の日々
- ネットクライシス
- ハートビート
- バイオレンス・キャロル
- パイソン（英語版）
- バビロン5
- ファイナル・カット
- ファンタスティック・カップル（2007年、ケジュ[5]）
- 普通の人々
- 復活
- プライムタイム 希望のサケを持ち続けて
- ブリーディングのすべて
- プロフェッザー（ジェス）
- プロフェッツ・ゲーム 殺人予告（モリーン）
- ペネロペ・クルスの抱きしめたい!
- ヘレン・オブ・トロイ
- ポルノグラフ
- ミイラのミステリー前編
- 耳に残るは君の歌声
- LAKE BOAT
- ル・ディヴォース/パリに恋して
- レジェンド・オブ・タイタニック
- ワンダフル・ドッグ ともだちはレトリバー

### ボイスオーバー
- 世界のドキュメンタリー ウラン鉱山が復活する
- フロンティア オオカバマダラの大冒険

### CM
- 徳島県在宅老人介護サービス
- 香川県在宅老人医療サービス
- KCEスクール
- テイト食品
- 東京ワンタン本舗

### ドラマCD
- THE MANZAI（秋本（母））
- デ・ジ・キャラット4

### ナレーション
- 大林組宇宙開発VP

### DJ
- バール・サンドリオン
- 「銀の沈魂歌」ヨコハマ買出し紀行/銀の沈魂歌

### 舞台
- 小さな炎のファンタジー
- Big Meを探せ!
- DOLL
- 想稿・銀河鉄道の夜
- 子供の時間
- わが町
- 俺たちの祭り詩
- 夢十夜/絵のない絵本
- 私のなかの狼魚のなかの狼
- PEEK A BOO!

### MC
- 出版記念パーティ
- TAKUMI JUNオープニングパーティー